# Las Indias galantes
Las Indias galantes (título original en francés, Les Indes galantes) es una opéra-ballet con un prólogo y cuatro actos o entrées con música de Jean-Philippe Rameau y libreto en francés de Louis Fuzelier. Narra historias de amor «galante» en lugares remotos y exóticos, comprendidos bajo el nombre genérico de «Las Indias». Estos lugares son Turquía, Perú, Persia y Norteamérica.
El desarrollo dramático mínimo de estos pequeños dramas servía como excusa para producir un «grand spectacle» en el que los decorados, los vestidos suntuosos, los efectos especiales producidos por las maquinarias teatrales y sobre todo la danza tenían un papel esencial. Las Indias galantes simboliza la época despreocupada, refinada, dedicada a los placeres y a la galantería de Luis XV y de su corte.
El estreno tuvo lugar en París, en la Académie Royale de Musique et Danse el 23 de agosto de 1735, e incluyó solamente el prólogo y las dos primeras «entrées».Para la tercera representación, se añadió la «Entrée des Fleurs» y luego la obra fue rápidamente retocada tras las críticas al libreto. La cuarta «entrée», Les Sauvages, fue finalmente añadida el 10 de marzo de 1736 y Rameau reutilizó en ella «La danse des Indiens d'Amérique», una pieza que había compuesto varios años antes y después transcrito para clavecín en su tercer libro. 
Esta ópera rara vez se representa en la actualidad; en las estadísticas de Operabase aparece con sólo 6 representaciones para el período 2005-2010; si bien posteriormente, en 2014, tuvo lugar una representación en Burdeos y después en Núremberg, con la particularidad novedosa de aparecer los bailarines en el prólogo danzando totalmente desnudos.

## Comentario
En Las Indias galantes están presentes las formas musicales que caracterizan a la opera moderna: fragmentos puramente orquestales, ballets, recitativos acompañados por clave, arias, dúos, escenas corales, etc.
Contrariamente a lo que era habitual en la ópera barroca, el argumento de esta obra no refiere a seres mitológicos ni héroes del pasado, sino que trata sobre amores mundanos, salvo el prólogo, en el que la confrontación de las figuras antagónicas de Hebe y Bellone (el amor y la guerra) servirá como excusa para el argumento de los cuatro actos siguientes.
El prólogo comienza con una sinfonía, que se repetirá al final de mismo. Abundan las danzas, y entre las arias vocales se destaca el aria de Amor, "Ranimez vos flambeaux" solo acompañada por dos violines.
Cada uno de los actos siguientes se abre con un fragmento sinfónico, y la acción dramática se desarrolla en general a través de recitativos acompañados por clave.
En el primer acto, "El turco generoso", se destacan la escena de la tormenta, con dramáticos cambios de tonalidad y trémolos en los violines al estilo de Vivaldi, la danza de las esclavas africanas y el dúo "Volez Zephirs".
"Los Incas del Perú" es el acto de mayor interés dramático, y a la vez el de mayor impacto por sus efectos escénicos. La invocación al sol es un gran espectáculo lleno de coros, sinfonías y arias. A esta escena le sucede la erupción del volcán, descrita por la orquesta a través de trémolos y armonías disonantes. Otro momento central de este acto es el trío de Fani, Don Carlos y Huascar "Pour jamais, l`amour nous engage".
Frente al drama de los actos anteriores, el acto tercero ofrece emoción y música serena. Comienza con una serie de enredos amorosos, que culminan en un cuarteto vocal. Sigue una escena coral, y finalmente el ballet de las flores que da nombre al acto.
El cuarto acto, "Los salvajes de Norteamérica", comienza con una historia de amor en la que el francés Damón, el español Don Alvar y la nativa Zima simbolizan distintos caracteres del amor: la constancia, la inconstancia y la inocencia. La segunda parte de este acto está integrada por un rondó, la ceremonia de la pipa de la paz, y finaliza con la chacona, un ballet con el que concluye la obra.

## Personajes
| Personaje  | Voz          | Estreno                 |
| Prólogo    | Prólogo      | Prólogo                 |
| ---------- | ------------ | ----------------------- |
| Hébé       | soprano      |                         |
| Amor       | soprano      |                         |
| Bellone    | bajo         |                         |
| Acto 1º    |              |                         |
| Emilie     | soprano      |                         |
| Valère     | haute-contre | Pierre Jélyotte         |
| Osman      | bajo         |                         |
| Acto 2º    |              |                         |
| Phani      | soprano      |                         |
| Don Carlos | haute-contre | Pierre Jélyotte         |
| Huascar    | bajo         |                         |
| Acto 3º    |              |                         |
| Fatime     | soprano      |                         |
| Zaïre      | soprano      |                         |
| Tacmas     | haute-contre | Denis-François Tribou   |
| Ali        | bajo         |                         |
| Acto 4º    |              |                         |
| Zima       | soprano      |                         |
| Adario     | tenor        | Louis-Antoine Cuvillier |
| Damon      | haute-contre | Pierre Jélyotte         |
| Don Alvar  | bajo         |                         |

## Argumento
Prólogo

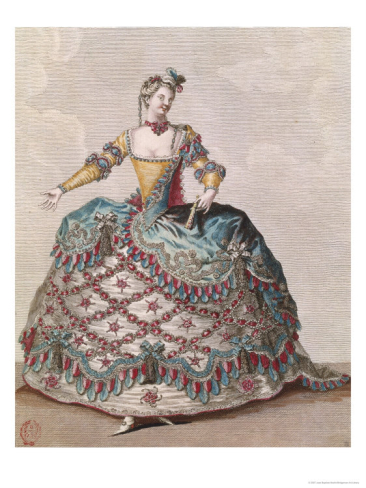
Mujer india, vestido para Las Indias galantes (circa-1735)

Cuatro jóvenes de cuatro naciones europeas aliadas (Francia, España, Italia y Polonia) son arrastrados a la guerra por Bellone, diosa de la guerra y hermana de Marte, abandonando el Amor representado por Eros y Hebe, hija de Zeus. Éstas, desilusionadas del abandono de que son víctimas en Europa, emigran entonces, simbólicamente, a países lejanos.
Acto primero
Le Turc généreux (El turco generoso)
Una isla turca, en el mar de las Indias. Su pashá, llamado Osmán, ama a su esclava Emilia, arrebatada a su prometido Valere, oficial de marina, quien después de una tempestad también cae esclavo del pashá. Este, al recordar que el oficial en una ocasión le salvó la vida, libera a los esclavos amantes, renunciando al amor de Emilia.
Acto segundo
Les Incas du Pérou (Los Incas del Perú)
Un paraje montañoso en Perú, a los pies de un volcán. Don Carlos, un oficial español, ama a Fani, una joven princesa nativa que le corresponde aun cuando ella debe obediencia al celoso inca Huáscar, quien la tiene bajo su dominio. El inca provoca la erupción del volcán durante una fiesta, y perece víctima del cataclismo, mientras que Don Carlos resulta ileso, liberando a Fani con quien se une en matrimonio para siempre.
Acto tercero
Les Fleurs (Las flores)
La acción transcurre en Persia, el día en que se celebra la fiesta de las flores. Tacmas, príncipe persa y Rey de las Indias, llega disfrazado de mercader a los jardines de su amigo Alí, ya que ama a la esclava de este, llamada Zaire. Por otra parte, Fátima, la esclava de Tacmas, ama a Alí. Fátima aparece disfrazada de esclavo polaco, y Tacmas, confundiéndola con un enemigo, la ataca. Finalmente se devela el enredo y Tacmas y Alí se intercambian las esclavas. Finalmente todos juntos asisten a la fiesta de las flores.
Acto cuarto
Les Sauvages (Los salvajes de América)
En un lugar de América de colonias francesas y españolas, los guerreros americanos vencidos, conducidos por Adario, se preparan para celebrar la paz con los conquistadores europeos. Dos oficiales, el francés Damón y el español Don Alvar, se disputan la mano de la nativa Zima, que no gusta ni del uno ni del otro, sino que escoge la mano de Adario. Después que los conquistadores se calman recíprocamente la rabia de cada cual ante el desaire, se celebra la esperada fiesta de las paces.

## Grabaciones
- Gerda Hartman, Jennifer Smith (sopranos); Louis Devos, John Elwes (tenores); Philippe Huttenlocher (barítonos). The Ensemble Vocal à Coeur-Joie de Valence y la Orquesta Jean-François Paillard, Valence conducida por Jean-François Paillard. Grabado en 1974. ERATO 4509-95310-2.
- Miriam Ruggeri (soprano), Bernard Delétré (bajo), Howard Crook (tenor), Nicolas Rivenq (barítono), Noémi Rime (soprano), Sandrine Piau (soprano), Jean-Paul Fouchécourt (tenor), Jérôme Corréas (barítono), Isabelle Poulenard (soprano), Claron McFadden (soprano). The Ensemble of Les Arts Florissants dirigido por William Christie. Grabado en diciembre de 1992. Duración: 3 horas 13 min. Harmonia Mundi 901367.
- Valérie Gabail, Nicolas Cavallier, Patricia Petibon, Paul Agnew, Jaël Azzaretti, Danielle de Niese, Anna Maria Panzarella, Nicolas Rivenq. El Ensemble de Les Arts Florissants conducido por William Christie. Grabado en agosto de 2005 en 2 DVD. BBC/Opus Arte Catálogo n.º 923.